# 春島丸 (特設電線敷設船)
春島丸（はるしままる）は日本海軍の特設電線敷設船。前身はアメリカ陸軍の機雷敷設艦カーネル・ジョージ・F・E・ハリソン（USAMP Col. George F. E. Harrison）を捕獲したものであった。

## 船歴
本船は、アメリカ陸軍のスピードウェル級機雷敷設船の1隻としてウィスコンシン州ミルウォーキーのファブリケーティッド造船社で1920年に進水、同年5月4日にパナマ沿岸砲兵管区に就役した。機雷敷設船とは、沿岸防衛用機雷の敷設のためにアメリカ陸軍が整備していた機雷敷設艦の一種である。
就役後はパナマとフィリピンでの沿岸防衛用機雷の整備に従事した。太平洋戦争勃発後のフィリピンの戦いにおいて、本船はコレヒドール島付近で日本海軍に捕獲された。
捕獲後の本船は特設電線敷設船春島丸として1943年7月15日に佐世保鎮守府所管となり、1943年8月15日に連合艦隊南東方面艦隊付属となった後で日本本土へ回航された。所属は同年12月25日に第四艦隊、さらに1944年2月15日に横須賀鎮守府に変更されている。
本土到着後の春島丸は一貫して本土近海での海底電線敷設と対潜哨戒に従事していた。1945年4月15日、城ヶ島灯台南西7海里付近を航行中、アメリカ陸軍航空隊のP-51戦闘機の空襲を受けて損傷した。
横須賀海軍工廠の岸壁に停泊して修理中だった1945年7月18日、横須賀空襲に遭遇した春島丸の船体中央部に爆弾1発が命中。船体が二つに折れてその場で擱座、全損となった。終戦後の1945年9月15日除籍。なお春島丸は沈没後に引上げ復旧、返還されたとする文献もある。

## 栄典
本船はカーネル・ジョージ・F・E・ハリソン時代に1個の従軍星章を受章した。